# Monte Mammicomito

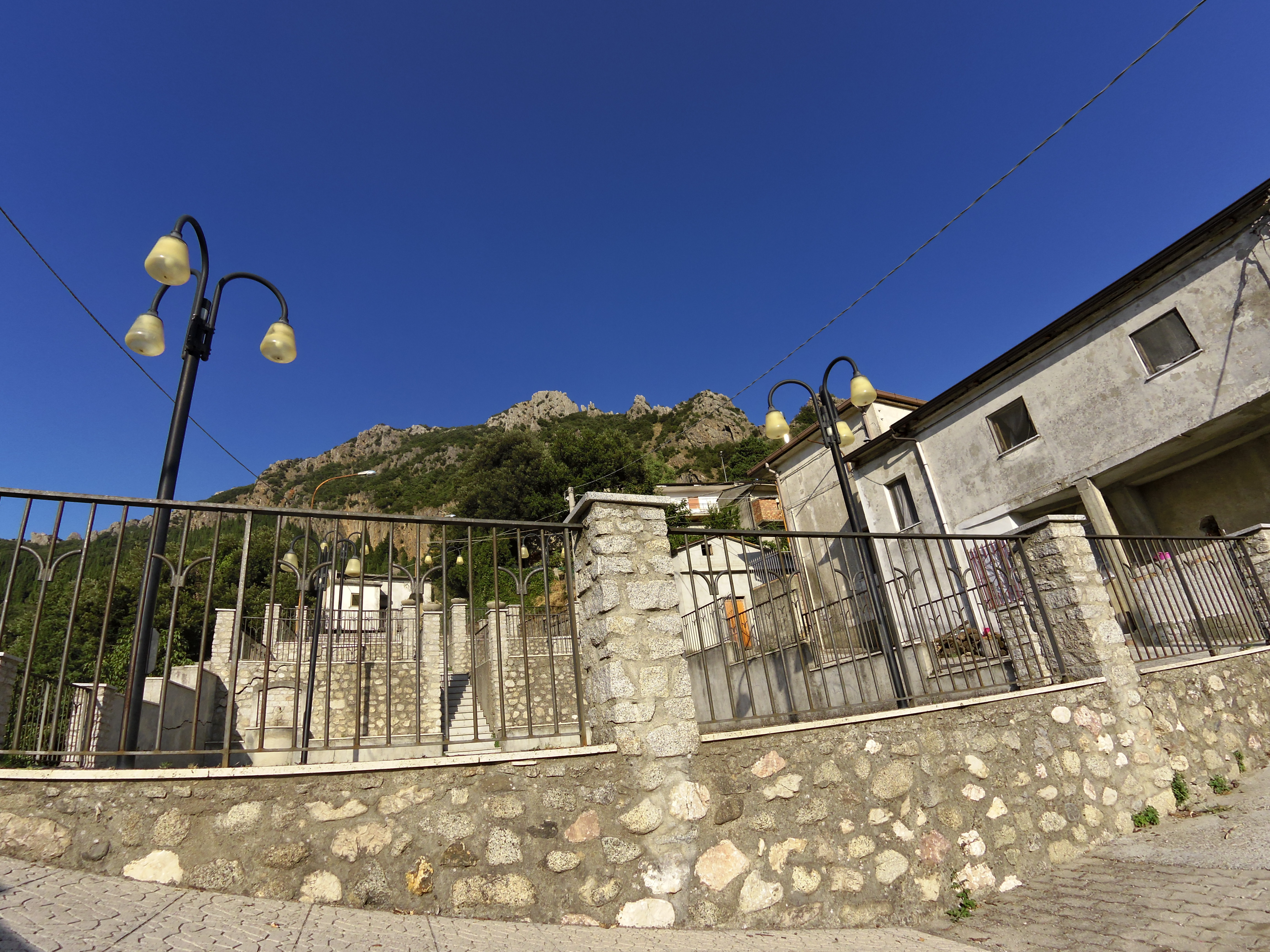
Monte Mammicomito visto da Pietra frazione di Placanica (10 agosto 2017)

Il monte Mammicomito (1.047 m s.l.m.) (/,mammiˈkomito/, Mammicomitu o Castagnara in dialetto calabrese, talvolta è anche chiamato Petra Monaca) è una montagna situata alle pendici delle Serre calabresi, e separata da una stretta valle, che ospita l'abitato di Pazzano, dal suo gemello Consolino che digradando ospita le cittadine di Bivongi, Pazzano e Stilo. La sua cima ricade nel territorio comunale di Placanica.

## Etimologia
L'origine della parola Mammicomito è di difficile interpretazione. Forse significa mancanza di foraggio: nel dialetto locale difatti il monte è indicato col toponimo Castagnara per la grande presenza di castagni piantati.

## Geologia
La montagna è costituita da un massiccio calcareo di rocce metamorfiche e carbonatiche di età paleozoica tra cui filladi e mesozoica.
Nel 1980 il ricercatore francese Afchain scopre delle rocce plioceniche sul monte testimonianza di una zona marina nel periodo del pliocene come descritto nell'articolo: Découverte d'exceptionnels témoins d'un rivage marin pliocène à plus de 600 m d'altitude en Calabre méridionale di Mediterraneé dello stesso anno.

## Fiumare
Al complesso montuoso del monte Mammicomito fanno parte le fiumare: Allaro, Precariti e Amusa.

## Presenza antropica
In un documento del 1684 viene menzionato al governatore delle ferriere di Stilo Tiberio Vigliarolo un altro intervento di manutenzione straordinaria nelle miniere del Monte Mammicomito ad opera dei "grottari" del casale di Pazzano Domenico Pisani, Nicola Taverniti e Domenico Franco al costo di 300 ducati.
Il 5 luglio 1920 nasce a Genova la Società Anonima Miniere di Pazzano con a.d. Adolfo Senigallia e Giulio Fiorello e vennero riaperte a Pazzano numerose miniere tra cui alcune per l'estrazione di pirite e argento: sul monte Mammicomito la miniera Trieste e la galleria di ricerca e sfruttamento (nell'area Sud-Ovest nella frazione di Pietra).